# كول هاند لوك
كول هاند لوك (Cool Hand Luke) فيلم دراما أمريكي أنتج عام 1967 , إخراج ستيوارت روسنبرغ وبطولة بول نيومان وجورج كينيدي، رشح الفيلم لأربعة جوائز أوسكار هي جائزة الأوسكار لأفضل ممثل وجائزة الأوسكار لأفضل ممثل مساعد وأفضل موسيقى وأفضل سيناريو مقتبس، فاز منها بواحدة هي جائزة أفضل ممثل مساعد لجورج كينيدي، في عام 2005 وصفت مكتبة الكونغرس الفيلم بأنه «مهم من الناحية الثقافية والتاريخية والجمالية» وأختير الفيلم ليحفظ في سجل الفيلم الوطني.

## القصة
لوكاس جاكسون (بول نيومان) قيض عليه وهو يكسر عداد انتظار السيارات وهو في حالة سكر، حكم علية لمدة سنتان في السجن ونقل إلى معسكر سجن في فلوريدا، لوكاس هو جندي سابق في الحرب العالمية الثانية فأصبح زملاؤه السجناء ينادونه ب«لوك بطل الحرب»، السجن يديره قائد سادي (ستروثر مارتين)، يتشاجر لوك مع دارلينغ (جورج كينيدي) زعيم السجناء فيتغلب عليه دارلينغ ولكن لوك يرفض الاستسلام حتى توقف دارلينغ عن الضرب، عانى لوك من الضرب ولكنه كسب احترام السجناء لعدم إستسلامه، وأصبح مقربا جدا من دارلينغ، فاز لوك بلعبة بوكر في السجن فأطلق عليه دارلينغ لقب «لوك صاحب اليد الرائعة»، يكسب لوك رهان أكل خمسين بيضة في ساعة واحدة، يحاول بعدها لوك الهروب من السجن عدة مرات.

## روابط إضافية
- صفحة الفيلم في موقع الطماطم الفاسدة

## وصلات خارجية
- كول هاند لوك على موقع IMDb (الإنجليزية)
- كول هاند لوك على موقع ميتاكريتيك (الإنجليزية)
- كول هاند لوك على موقع الموسوعة البريطانية (الإنجليزية)
- كول هاند لوك على موقع روتن توميتوز (الإنجليزية)
- كول هاند لوك على موقع نتفليكس (الإنجليزية)
- كول هاند لوك على موقع ألو سيني (الفرنسية)
- كول هاند لوك على موقع Turner Classic Movies (الإنجليزية)
- كول هاند لوك على موقع أول موفي (الإنجليزية)
- كول هاند لوك على موقع بوكس أوفيس موجو (الإنجليزية)
- كول هاند لوك على موقع فيلمافينيتي (الإسبانية)

1. 1 2  وصلة مرجع: http://www.imdb.com/title/tt0061512/. الوصول: 6 يناير 2016.
2. ↑  مذكور في: تفريغات بيانات Freebase. الناشر: جوجل.
3. ↑  "قاعدة بيانات الأفلام على الإنترنت" (بالإنجليزية). Retrieved 2022-11-20.
4. ↑  "قاعدة بيانات الأفلام على الإنترنت" (بالإنجليزية). Retrieved 2017-07-17.{{استشهاد ويب}}:  صيانة الاستشهاد: لغة غير مدعومة (link)
5. ↑  وصلة مرجع: http://stopklatka.pl/film/nieugiety-luke. الوصول: 6 يناير 2016.
6. ↑  وصلة مرجع: http://www.allocine.fr/film/fichefilm_gen_cfilm=40646.html. الوصول: 13 مايو 2016.
7. ↑  المُؤَلِّف: Brian Hannant. العنوان: Coming Back to a Theater Near You: A History of Hollywood Reissues. الناشر: مكفارلاند وشركاه. الصفحة: 178. رقم الكتاب المعياريُّ الدَّوليُّ ثلاثة العشريِّ (ISBN-13): 978-1-4766-2389-4. تاريخ النشر: 2016. نوع المرجع: كتاب.
8. ↑  "Cool Hand Luke (1967)". الأرقام (بالإنجليزية).
9. ↑  "الأرقام" (بالإنجليزية). Retrieved 2022-11-20.